# Data as a service
Data as a Service, anche detto DaaS, è un servizio web appartenente alla tecnologia del cloud computing, che mette a disposizione dell'utente i dati rendendoli disponibili in vari formati e ad applicazioni diverse come se fossero presenti sul disco locale. DaaS è cugino del SaaS Software as a Service e sempre più spesso l'unione di queste due tecniche offre ulteriori opportunità di realizzazione di servizi in rete per la gestione e la condivisione di dati, informazioni e modi di elaborazione degli stessi.
L'ambito geospaziale, dove la necessità di accedere a grandi moli di dati ed ottenere in tempo reale i dati richiesti, è ideale per un utilizzo del DaaS, su cui si basano servizi specifici come il WMS (Web Map Services), il WFS (Web Feature Service) o il WCS (Web Coverage Services).

## Architettura
Una fonte di dati può essere memorizzata in archivi contenuti sia in file sia in ambienti strutturati come i DataBase. La tecnica DaaS presuppone che un servizio avendo accesso diretto alla fonte del dato (Files o Databases) offra una interfaccia all'utente in cui vengono richiesti i parametri di interrogazione e, dopo aver ricercato i dati negli archivi, restituisce con un'altra interfaccia i risultati all'utente. Questa attività può essere fatta con interfacce Utente-Utente, dove l'utente chiede informazioni ed all'utente vengono restituite, o Servizio-Servizio, dove un servizio chiede informazioni che vengono restituite in forma strutturata come servizio (ad esempio XML).

## Esempi
Ad esempio, se si desidera avere sul proprio cellulare l'immagine del luogo dove ci si trova che però sia il frutto della sovrapposizione dello stradario, della situazione meteo e della posizione di ristoranti, parcheggi e di alberghi. Questa richiesta comporta una ricerca tra un'enorme mole di dati. Tramite questo tipo di servizio, ricevuta dal richiedente la posizione con l'elenco degli strati da visualizzare il servizio elabora l'immagine così come verrà vista sul cellulare e la trasferisce in un formato compresso con l'impiego di pochi kB di traffico.
Senza i servizi DaaS il software che elabora queste banche dati dovrebbe (dopo essere stato installato sul cellulare) prima scaricare l'elenco dei ristoranti, poi dei parcheggi, poi degli alberghi e poi tutte le immagini meteo per elaborare il tutto e generare una piccola mappa e visualizzarla con enorme dispendio di banda e tempo.
L'utilizzo di questa tecnica quindi offre i seguenti vantaggi:
- Riduzione e ottimizzazione del traffico di rete
- Velocità di risposta
- Nessuna necessità di installazione software

## Modi di utilizzo
Utilizzando questo tipo di tecnologia inoltre è possibile:
- Creare servizi in cascata (la risposta di un servizio DaaS può essere input di un altro servizio DaaS)
- Ottenere sempre informazioni aggiornate
- Evitare la clonazione e il disallineamento di una banca dati (avere più copie presuppone difficoltà di aggiornamento)